# Jugo de cáñamo

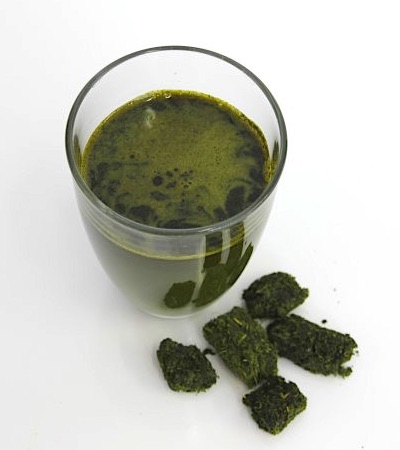
Jugo de cáñamo con materia residual.

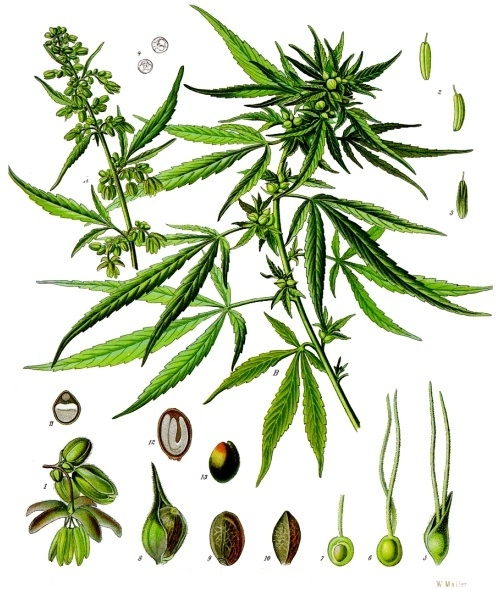
Ilustración botánica de Cannabis sativa

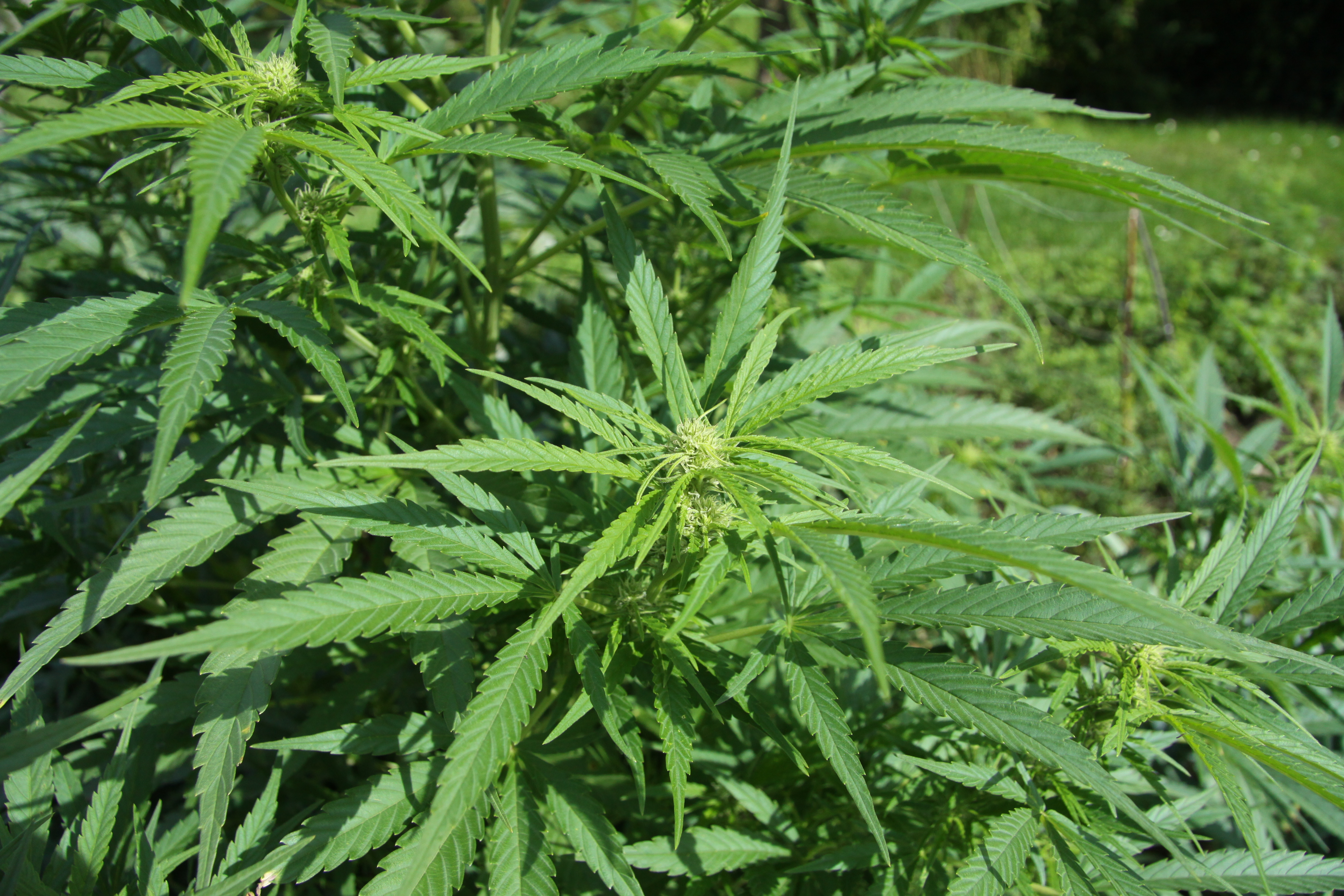
Planta de cáñamo (Cannabis sativa)

El jugo o zumo de cáñamo es un jugo elaborado con las hojas y otras partes del cáñamo, la variedad no-psicoactiva de la marihuana o cannabis (Cannabis sativa). Se obtiene mediante un proceso industrial de prensado en frío a gran escala utilizando las partes superiores de la planta de cáñamo. Este procedimiento distingue claramente el jugo de cáñamo de otros productos de cáñamo, como el aceite de cáñamo, los brotes de cáñamo o la leche de cáñamo, que se obtienen únicamente a través de las semillas de la planta de cáñamo en lugar de las hojas verdes de cáñamo utilizadas para el jugo. La producción de jugo de cáñamo, por lo tanto, hace uso de una parte de la planta que antiguamente no se consumía, sino que se dejaba en los campos para descomponerse y abonar. El jugo de cáñamo sirve como base para una variedad de productos de nutrición, medicina, cosméticos y bebidas relajantes. Todos, productos «libre de droga». Su sabor intenso y umami se puede aprovechar para aromatizar platos y bebidas, sea dulce o salado, y armoniza los gustos en general.
Los estudios actuales señalan el potencial médico particularmente alto del CBD, uno de los cannabinoides que se encuentra en el cáñamo.  Al contrario de lo que se pueda pensar, el cáñamo no es una droga. A diferencia de la marihuana (Cannabis sativa, indica y ruderalis, con mayor contenido de tetrahidrocannabinol, THC) que no es legal en la mayoría de los países, el jugo de cáñamo producido ofrece las ventajas del cultivo y el uso legal del cannabis, así como el consumo humano en muchos países del mundo.
El jugo de cáñamo es un alimento nutritivo porque contiene altas cantidades de proteínas.
El jugo de cáñamo y sus restos de prensa se pueden usar para complementar los alimentos sustituyendo, por ejemplo, alguna porción de harina en el pan. Se puede usar como potenciador del sabor en cualquier tipo de plato. Se puede utilizar como complemento alimenticio en forma de polvo de jugo de cáñamo liofilizado por razones nutricionales. Considerando las grandes ventajas de cultivar cáñamo en comparación con otros cultivos, el cáñamo es una fuente de alimento sostenible para el futuro.

## Descripción
Para elaborar el jugo de cáñamo, se prensa en frío el cáñamo industrial antes de la maduración de la semilla para provocar una emulsión. Esto se debe a que en el mejor momento de la cosecha de fibra, el cáñamo verde también contiene los aceites esenciales omega, la mayoría de los cannabinoides, así como otros ingredientes valiosos en las partículas suspendidas. 
Para ser considerado «cáñamo industrial» y no marihuana, todas las variedades de cáñamo deben tener un contenido de tetrahidrocannabinol (el THC es el principal componente psicoactivo de la marihuana) inferior al 0,2% en la Unión Europea[cita requerida] e inferior al 0,3% en los EE. UU. y Canadá [cita requerida]. Por ello, se definen como alimentos «libres de drogas» [cita requerida] y, por lo tanto, son legales según la legislación de la UE, EE. UU. y Canadá. [cita requerida]

### Almacenabilidad y estabilidad

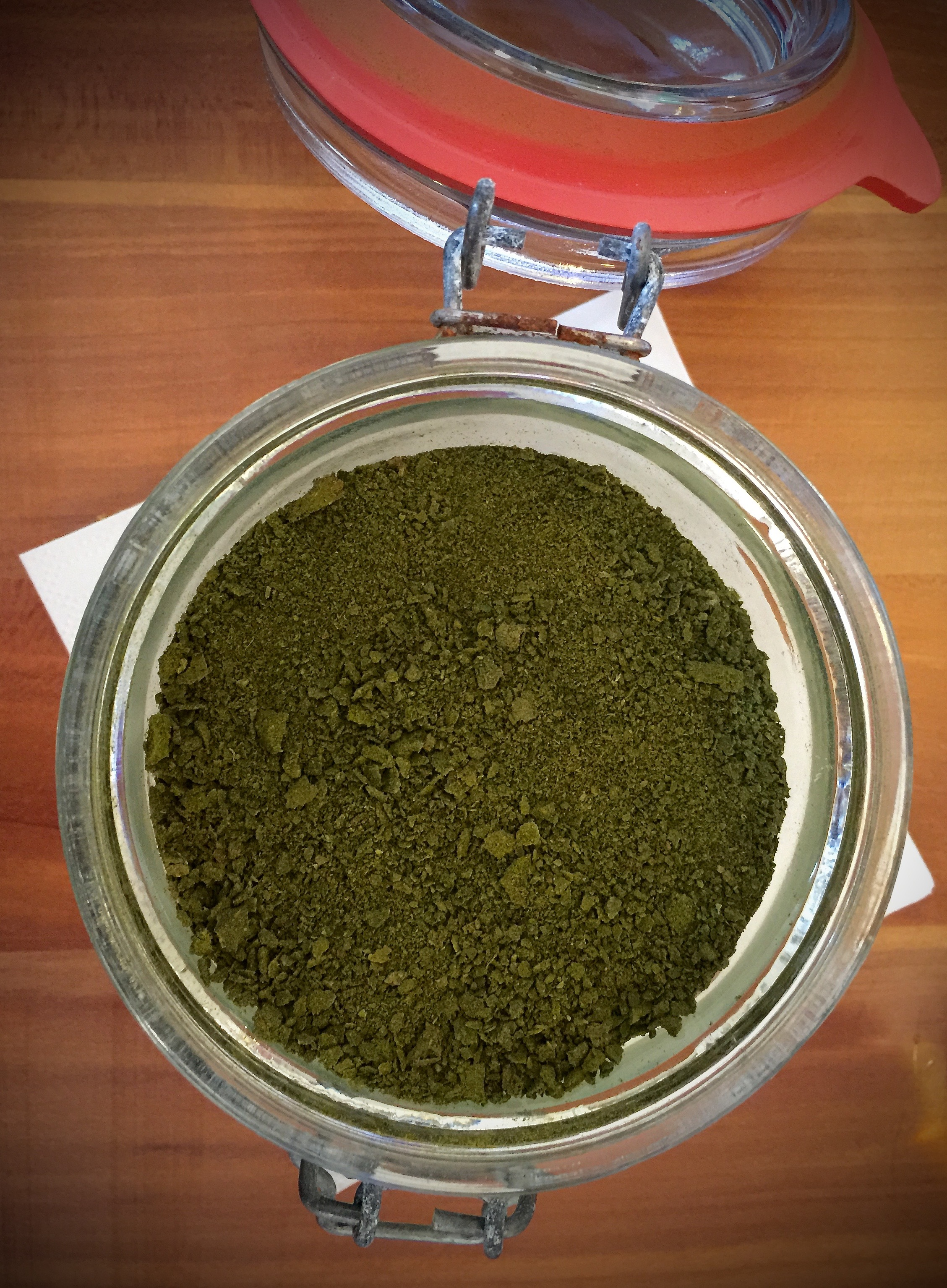
Jugo de cáñamo liofilizado.